# Porphyrinia pudorina
Porphyrinia pudorina là một loài bướm đêm trong họ Noctuidae.